# Conway Lloyd Morgan
Conway Lloyd Morgan (* 14. Oktober 1948; † 1. Oktober 2011 in London) war ein walisischer Autor und Kulturjournalist. Morgan war als Berater für zeitgenössische Architektur für zahlreiche Institutionen und Museen aus Design und Architektur tätig, seit 2004 außerdem Dozent an der Newport School of Art Media & Design der University of Wales, Newport.
Morgan verfasste zahlreiche Publikationen zu Design und Architektur, unter anderem Monographien über Marc Newson, Jean Nouvel, Werner Sobek und Philippe Starck, und war Mitherausgeber des International Design Yearbook (1995–1997) sowie seit 2000 Mitherausgeber und Autor des International Trade Fair Stand Annual / Internationales Messe-Jahrbuch.

## Bücher
- International Corporate Identity [zusammen mit Wally Olins]. London: Lawrence King, 1995
- Sperone. Paris, Biro, 1996
- Jean Nouvel, the elements of architecture. New York: Universe Books, 1998
- Starck. New York: Universe Books, 1999
- Logos : logo, identity, brand, culture. Crans-Pres-Celigny: Roto-Vision, 1999.
- Zeit – Raum – Design. Design aus fünf Jahrzehnten. Neues Museum Nürnberg, Sammlung Design [zusammen mit Florian Hufnagl] München/Schopfheim: Bangert Verlag, 2000
- International Trade Fair Stand Annual 2000/01 [zweispr. engl./ dt.]. Ludwigsburg: avedition, 2001
- Root. Ludwigsburg: avedition, 2002
- Atelier Brückner. Form follows content, [engl. u. dt. Ausgabe]. Ludwigsburg: avedition, 2002
- KMS. Zwölf Kapitel über ein Designbüro//Twelve chapters about a design firm [engl. u. dt. Ausgabe]. Ludwigsburg: avedition, 2002
- Marc Newson. London: Thames & Hudson, 2003
- Triad Berlin : culture media environment [zweispr. engl./ dt.]. Ludwigsburg: avedition, 2003
- International Trade Fair Stand Annual 2002/03 [zweispr. engl./ dt.]. Ludwigsburg: avedition, 2003
- Mauk Design. Ludwigsburg: avedition, 2003
- Atelier Markgraph, [engl. u. dt. Ausgabe], Ludwigsburg: avedition, 2003
- Show me the future/Wege in die Zukunft. Engineering and Design by Werner Sobek [engl. u. dt. Ausgabe]. Ludwigsburg: avedition 2004
- Navyblue. Ludwigsburg: avedition, 2004
- International Trade Fair Stand Annual 2004/05 [zweispr. engl./ dt.]. Ludwigsburg: avedition, 2005
- Logos, letterheads & business cards : design for profit. Crans-Près-Céligny ; Hove : RotoVision, 2006
- International Trade Fair Stand Annual 2006/07 [zweispr. engl./ dt.], Ludwigsburg: avedition, 2007
- D’Art Design Gruppe. Undesigning [zweispr. engl./ dt.]. Ludwigsburg: avedition, 2007
- Thomas Manss & Company : designers, narrators, myth makers, fabulators and tellers of tales. Ludwigsburg: avedition
- Cold War Confrontations, US exhibitions and their role in the cultural cold war [zusammen mit Jack Masey]. Baden: Lars Müller Publishers, 2008
- Franken  Architekten. Spatial narratives [zweispr. engl./ dt.]. Ludwigsburg: avedition, 2008
- International Trade Fair Stand Annual 2008/09 [zweispr. engl./ dt.]. Ludwigsburg: avedition 2008
- Haeflinger+Wagner Design [zweispr. engl./ dt.], Ludwigsburg: avedition, 2010
- International Trade Fair Stand Annual 2010/11 [zweispr. engl./ dt.]. Ludwigsburg: avedition, 2011

## Auszeichnungen
- Chevalier de l’Ordre des Arts et des Lettres (Frankreich), 1989